# Senza nessuna pietà
Pour plus de détails, voir Fiche technique et Distribution.
Senza nessuna pietà est un film noir italien réalisé par Michele Alhaique (it) et sorti en 2014.

## Synopsis
Rome. Mimmo est le fils adoptif de la famille criminelle dirigée par Santili, le patriarche. Mimmo et son cousin Manuel, fils légitime du patron, agissent sans pitié et avec arrogance dans toute la ville, désormais terrorisée par leur pouvoir. Malgré tout, Mimmo, bien que fidèle à la famille, aimerait s'en sortir et vivre une vie tranquille et paisible. Il est chargé d'amener une escorte, Tania, à la maison de son cousin pour une fête, mais, épris d'elle, il parvient à l'emmener après avoir frappé Manuel avec une planche à roulettes.

## Fiche technique
- Titre original italien : Senza nessuna pietà[1]
- Réalisation : Michele Alhaique (it)
- Scénario : Michele Alhaique, Andrea Garello, Emanuele Scaringi
- Photographie : Ivan Casalgrandi
- Montage : Tommaso Gallone
- Musique : Yuksek, Luca Novelli
- Décors : Andrea Castorina
- Production : Sandra Bonacchi, Philippe Carcassonne, Pierfrancesco Favino, Maurizio Piazza, Alexandra Rossi
- Sociétés de production : Lungta Film, PKO Cinema & Co., Rai Cinema
- Pays de production :  Italie
- Langues originales : italien
- Format : couleurs
- Genre : film noir, film policier
- Durée : 95 minutes
- Dates de sortie : 
  - Italie : 30 août 2014 (Mostra de Venise 2014) ; 11 septembre 2014 (sortie nationale)

## Distribution
- Pierfrancesco Favino : Mimmo
- Greta Scarano : Tania
- Claudio Gioè (it) : Roscio
- Iris Peynado : Pilar
- Adriano Giannini : Manuel
- Ninetto Davoli : Santili
- Giordano De Plano (it) : Sergio
- Renato Marchetti (it) : Stefanino
- Samantha Fantauzzi : Deborah
- Francesco Petrazzi : Balena
- Edoardo Sala : Mazzanti